# Marion de Lorme (Hugo)

Marion de Lorme (a veces escrito Marion Delorme) es un drama en verso de cinco actos de Victor Hugo , estrenado el 11 de agosto de 1831 en el Teatro de la Porte Saint-Martin tras haber estado prohibido por la censura durante un año y haber permanecido suspendido por parte de su autor durante otro año. Trata sobre la cortesana Marion Delorme, que vivió bajo el reinado de Luis XIII de Francia.

## Personajes
| - Marion de Lorme - Señora Rosa - Luis XIII - Didier - De Saverny - Gracioso - Señor de Rohan - Señor de Laffémas - Señora Rosa - Abad de Gondi | - Marqués de Nangis - Conde de Gassé - Conde de Villac - Conde de Charnacé - Vizconde de Bouchavannes - Caballero de Montpesat - Caballero de Rochebaron - Duque de Baupréau - Duque de Bellegarde - Capitán Quartanier - Angely | - Taillebras - Scaramouche - Consejero - Pregonero - Un criado - Un alabardero - Un secretario judicial - Un carcelero - Un mosquetero - Tres obreros |

## Resumen

### Acto I - "La Cita"

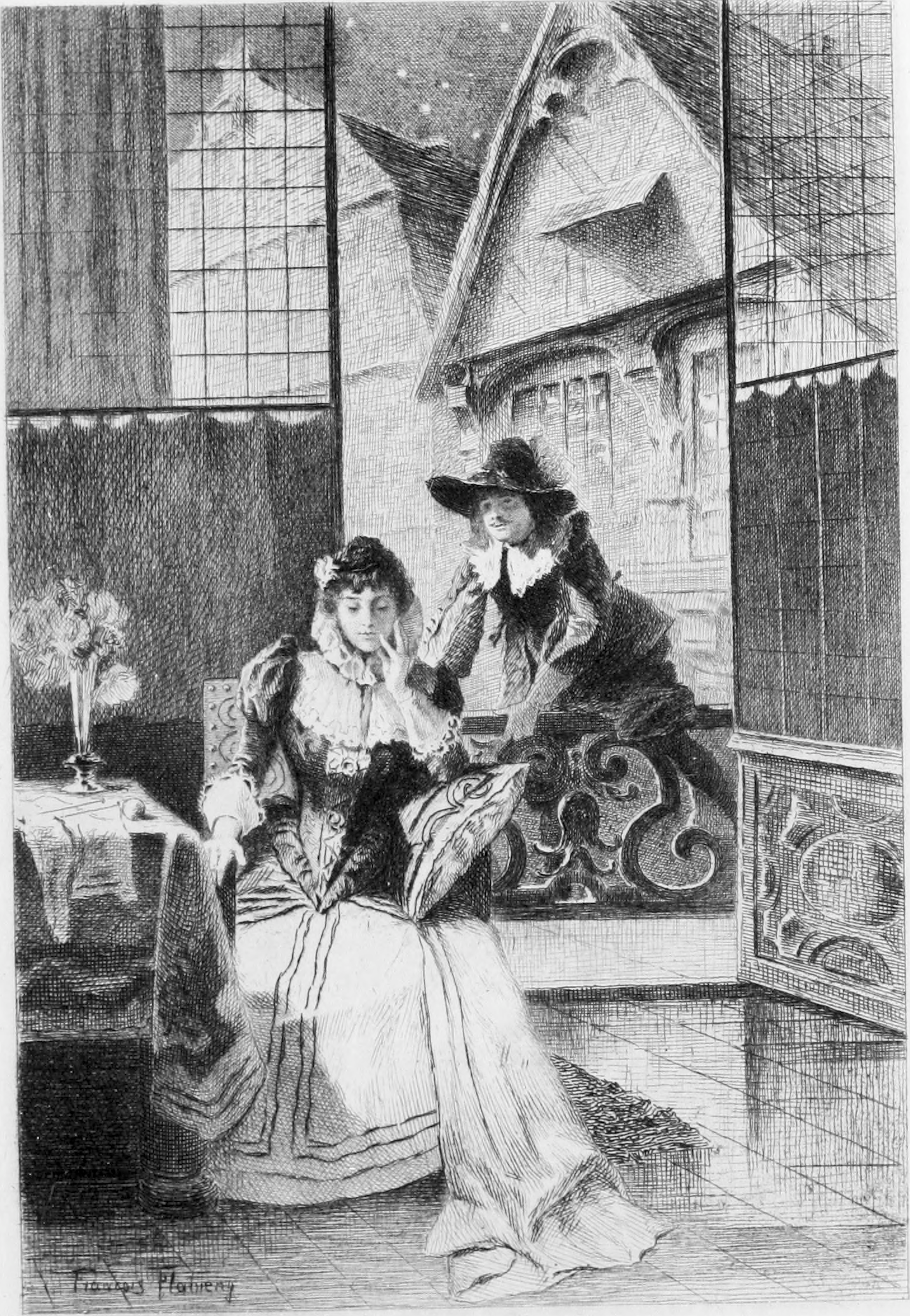
Didier visita a Marion de Lorme en el dormitorio

El acto se desarrolla en 1638, en Blois, en el dormitorio de Marion de Lorme. Marion, una famosa cortesana parisina, ha dejado la capital hace dos meses, para mayor desesperación de sus amantes y admiradores, y se ha refugiado en Blois. Presionada por Saverny, que la ha encontrado, confiesa que tiene una cita con un hombre llamado Didier; él no sabe quién es ella, y ella ignora por completo la identidad de él. Ella insta a Saverny a marcharse. Llega entonces Didier: le confiesa su amor a Marion y la insta a desposarlo. Esta vacila, por juzgarse indigna, para desesperación de Didier; parece dispuesta a ceder cuando este revela lo que piensa de Marion de Lorme, la célebre cortesana :
¿Sabéis lo que es Marion de Lorme?
¡Una mujer de cuerpo hermoso y corazón deforme!
En ese instante, se oyen gritos en el callejó vecino: están atacando a Saverny. Didier se precipita para acudir en su ayuda, ganándose el agradecimiento del marqués.

### Acto II - "El encuentro"
El acto se desarrolla en Blois, a la puerta de un cabaret. En escena hay un grupo de caballeros que intercambian noticias de París: debaten el mérito de las últimas piezas de Corneille, evocan su odio hacia el omnipresente y todopoderoso cardenal Richelieu y la desaparición de Marion de Lorme. Esta, anuncia Brichanteau, ha sido vista en Blois (relata el episodio del acto I), pero luego ha desaparecido. Aparece un pregonero, que acaba de proclamar una ordenanza del rey: desde ese momento, los duelos están prohibidos bajo pena de muerte.
Didier llega al cabaret, y se desencadena una disputa entre él y Saverny (que no lo ha reconocido). Empiezan un duelo, interrumpido rápidamente por la llegada de Marion, que grita, alertando a los arqueros. Saverny, para salir del apuro, finge estar muerto; Didier es arrestado.

### Acto III - "La comedia"
El acto se desarrolla al castillo de Genlis. Entra Saverny, de incógnito, y relata al juez Laffemas su propia muerte. Pero, a lo largo de la conversación, Saverny se entera de que el hombre con el que se ha batido se llamaba Didier; comprende que es el amante de Marion, que le había salvado la vida. Poco después, Laffemas recibe una carta que le anuncia la evasión de Didier, probablemente acompañado de Marion, y va tras ellos.
Entran entonces Marion y Didier: se han unido, para esconderse, a una compañía de cómicos itinerantes. Se les adjudican sus papeles. Didier se desespera de arrastrar a Marion en su huida, y vuelve a pedirle que lo despose. Mientras Marion se reúne con el resto de la compañía, Saverny se percata de su presencia, y le cuenta a Laffemas su infortunio. Este se da cuenta de inmediato de que el fugitivo que está buscando debe encontrarse entre los cómicos. Didier comprende que la mujer a la que ama no es otra que Marion de Lorme, la cortesana. Asqueado, se entrega a Laffemas, que lo arresta. Saverny, para intentar salvarlo, se quita su máscara; pero es igualmente arrestado.

### Acto IV - "El Rey"
El acto se desarrolla en la sala de guardia del castillo de Chambord. Laffemas intenta seducir a Marion, en vano. Esta está resuelta a entregarse al rey. Entra Luis XIII, enfurecido contra el cardenal de Richelieu, que lo aparta del poder. Marion y el marqués de Nangis (tío de Saverny) imploran el indulto real de los dos condenados. Pero en rey se muestra inflexible: se niega a oponerse al cardenal. A solas con el rey, Angely, su bufón, empieza a convencerlo, asegurando que los condenados son halconeros (el rey es un apasionado de la caza). A fuerza de insistir, el rey, débil e indeciso, acaba por firmar el indulto, con el que Marion se marcha.

### Acto V - "El cardenal"
El acto se desarrolla en el torreón de Beaugency. Marion, provista del indulto real, viene a hacer liberar a Didier; pero el indulto ha sido revocado por el cardenal. Confrontándose a Laffemas, cede finalmente, y acepta prostituirse para él a cambio de la libertad de Didier. Hecho esto, entre en el patio donde Didier y Saverny esperan la muerte; pero Didier, aun enfadado, y asqueado, porque adivina lo que ella ha tenido que hacer para llegar hasta ahí, se niega a seguirla. Los guardias llegan para llevárselos; en el último momento, Didier confiesa su amor a Marion, la perdona y le pide perdón. Los condenados se dirigen al cadalso; Marion se queda sola en el escenario, y ve pasar la litera del cardenal, que acaba de asistir a la ejecución.

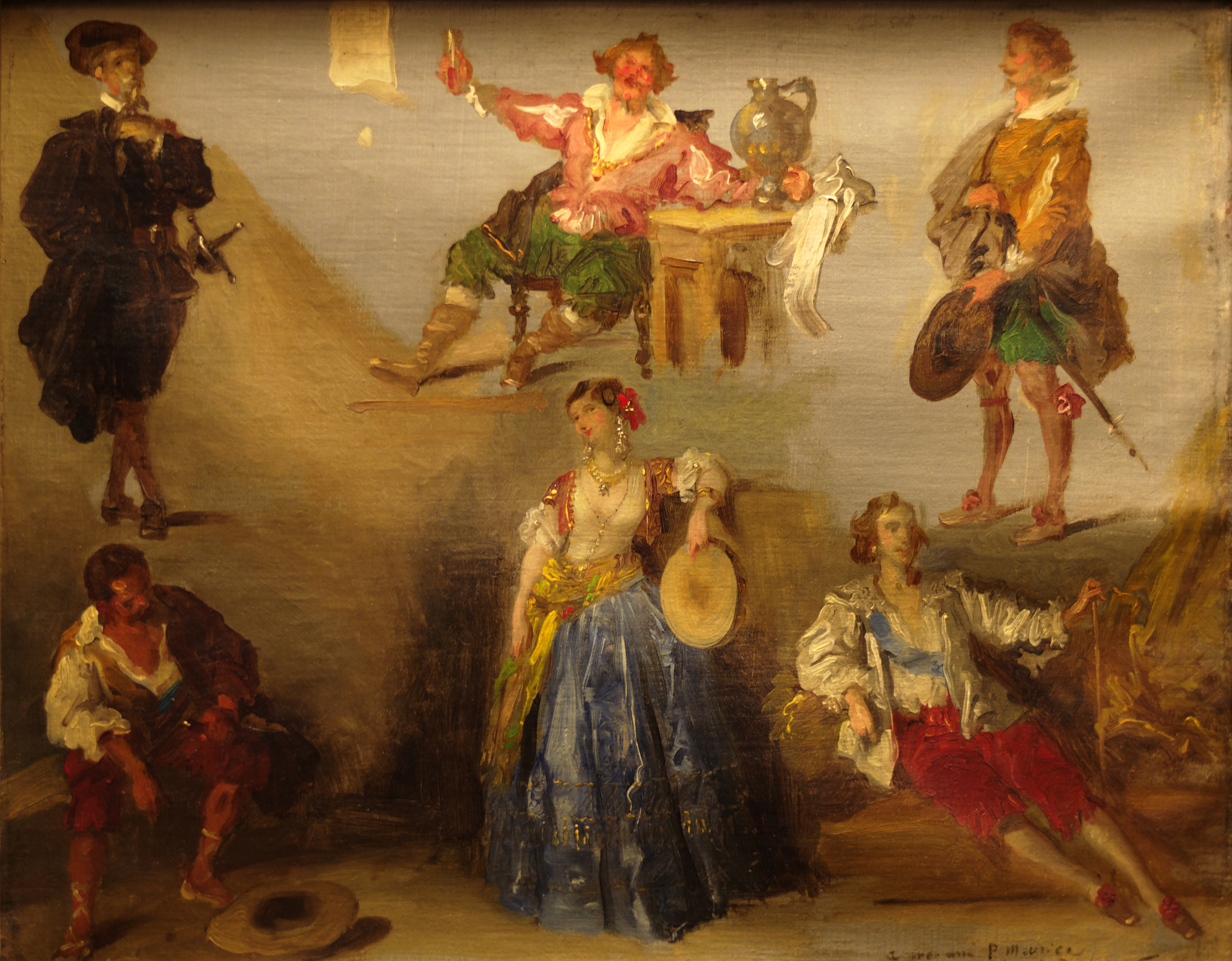
Seis personajes de Victor Hugo de Louis Panadero,
Museo de Bellas Artes de Dijon.
Don Ruy Gomez - Dona César de Bazan - Don Saluistio
Hernani - Esmeralda - Saverny

## Génesis de la obra

### Un duelo en tiempos de Richelieu
Tras el éxito en 1829 de Enrique III y su corte, de Dumas, primera obra de la joven generación romántica en triunfar en escena en el Théâtre-Français, Victor Hugo busca a su vez hacer representar un drama en el teatro francés más importante. Este será Un duelo en tiempos de Richelieu (primer título dado a Marion de Lorme), que redacta entre el 1 y el 24 de junio de 1829 (ya existían antes esbozos de la pieza). Es leída el 9 de julio ante sus compañeros partidarios del romaticismo (Balzac, Delacroix, Musset, Dumas, Vigny, Santa-Beuve, Mérimée, y Taylor, entonces comisario real en el Théâtre-Français, entre otros), y presentada ante los socios del Théâtre-Français poco después, que la aceptan con entusiasmo.

### Censura de la pieza
La censura real objeta, sobre todo, el cuarto acto de la pieza, que describe a un monarca débil (Luis XIII) completamente bajo el control de un religioso (Richelieu). Los censores ven en este retrato, no solo un ataque contra el sistema monárquico, sino, sobre todo, una alusión apenas velada a Charles X, entonces reinante. Ante la prohibición de la pieza, Hugo apela al ministro (y dramaturgo en su tiempo libre) Martignac, en vano; luego pide una audiencia con el mismo rey: la pieza es prohibida definitivamente el 14 de agosto de 1829. Como reparación, el rey propuso a Hugo otorgarle una pensión adicional de cuatro mil francos, que éste, indignado, rechaza, lo que causa un gren revuelo en la prensa. Tras la Revolución de 1830, que instala en el trono a Luis Felipe , la censura es (temporalmente) abolida : Marion de Lorme puede, entonces, ser representada.

### Escenificación
Hugo decide confiarle la pieza, no ya al Théâtre-Français,  sino al de la Porte Saint-Martin, en el que acaba de triunfar  Antony, de Dumas. Las razones son diversas : en la Comédie Française son reticentes a dejar Hernani en cartelera, a pesar de las protestas de Hugo; éste, por lo demás, está buscando una compañía (y un director) más cooperativos y un público más popular. Finalmente, el teatro de la Porte Saint-Martine, al no estar subvencionado, está más por la labor de resistirse a las tentativas de restablecer la censura.
Hugo reelabora ligeramente su manuscrito: el final es modificado por consejo, sobre todo, de Marie Dorval. Didier, que en la versión original no perdonaba a Marion, cambia de opinión en el último minuto.
El ensayo general (abierto al público) tiene lugar el 11 de agosto de 1831, con la siguiente distribución de roles titurales :
- Marie Dorval : Marion de Lorme
- Bocage : Didier
- Gobert: Luis XIII
- Chéri : Saverny

A pesar de la importante inversión material en cuanto a la puesta en escena, el éxito fue moderado. La pieza se estuvo representando hasta el 5 de noviembre de 1831.

## Algunas puestas en escena
Teatro de la Porte Saint-Martin, 1885
- Sarah Bernhardt : Marion de Lorme
- Philippe-Étienne Garnier : Luis XIII

Comédie-Française, 1905
- Julia Bartet : Marion de Lorme
- Mounet-Sully : Luis XIII
- Albert Lambert : Didier

Comèdie- Française, 1922
- Cécile Sorel : Marion de Lorme
- Raphaël Duflos : Luis XIII
- Albert Lambert : Didier

CDDB-Teatro de Lorient, 1998
- Jutta-Johanna Weiss : Marion de Lorme
- Jean-Yves Ruf : Didier
- Puesta en escena : Éric Vigner

## Adaptaciones

### Música
- Marion Delorme (1885), ópera italiana de Amilcare Ponchielli, libreto de Enrico Golisciani

### Cine
- Marion de Lorme (1912), película francesa muda de Albert Capellani
- Marion de Lorme (1918), película francesa muda de Henry Krauss

### Televisión
- Marion Delorme (1967), película francesa de Jean Kerchbron